# Ralph DePalma

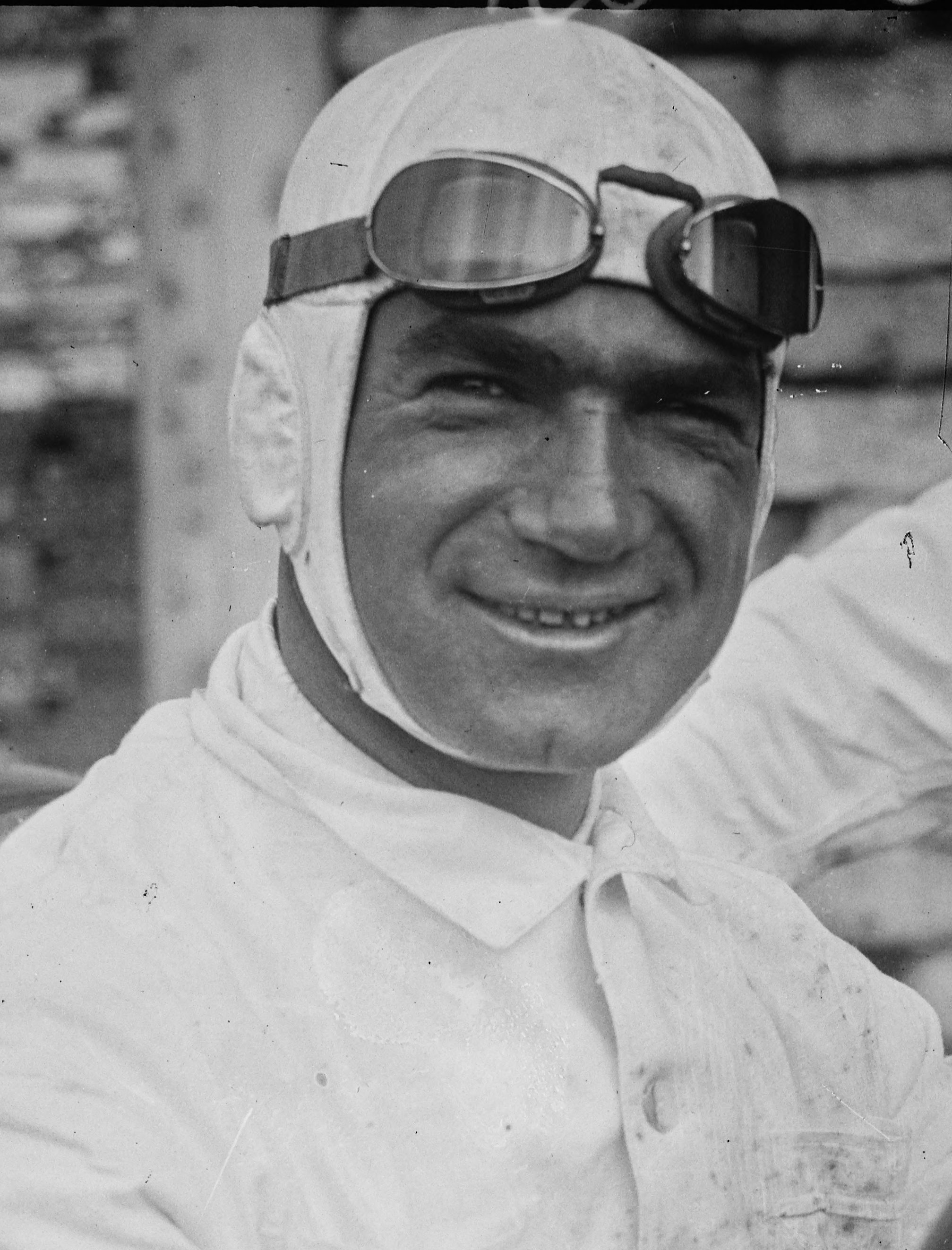
Ralph DePalma in 1921

Ralph DePalma (Troia (Foggia), 18 december 1882 - South Pasadena (Californië), 31 maart 1956) was een Italiaans en in 1920 tot Amerikaan genaturaliseerde autocoureur. Hij won de Indianapolis 500 in 1915.

## Carrière
DePalma reed de Indianapolis 500 tien keer. Tijdens zijn tweede deelname in 1912 kwam hij aan de leiding van de race in de derde ronde. Hij leidde de race 196 ronden en gaf op twee ronden voor het einde van de race nadat zijn Mercedes met een mechanisch defect te kampen had. De race werd dat jaar gewonnen door Joe Dawson, die de laatste twee ronden aan de leiding reed. Drie jaar later won DePalma de Indy 500 alsnog nadat hij vanaf de tweede startplaats was vertrokken. Hij kwam in de 135e ronde aan de leiding van de race en reed zijn Mercedes naar de overwinning.
DePalma nam in zijn carrière deel aan honderd wedstrijden die georganiseerd werden door de American Automobile Association, waarvan hij er 25 won, waaronder de allereerste kampioenschapsrace in 1911 op de Milwaukee Mile. Hij werd in 1927 met terugwerkende kracht tot kampioen uitgeroepen van 1912 en 1914. Later in zijn carrière reed hij stock-car races en eindigde zijn carrière als autocoureur in 1936. Hij overleed in 1956 op 73-jarige leeftijd. In 1991 werd hij postuum opgenomen in de International Motorsports Hall of Fame.